# Megáli Akradiá
Megáli Akradiá (Megali Akradia) är en holme i Grekland.   Den ligger i prefekturen Kykladerna och regionen Sydegeiska öarna, i den sydöstra delen av landet, 150 km söder om huvudstaden Aten. Megáli Akradiá ligger 81 meter över havet. Arean är 0,18 kvadratkilometer.
Terrängen på Megáli Akradiá är lite kuperad. Öns högsta punkt är 97 meter över havet. Den sträcker sig 0,7 kilometer i nord-sydlig riktning, och 0,5 kilometer i öst-västlig riktning.